# Rhynchospora polyphylla
Rhynchospora polyphylla là loài thực vật có hoa trong họ Cói. Loài này được (Vahl) Vahl miêu tả khoa học đầu tiên năm 1805.